# Masataka Kani
Masataka Kani (japanisch 可児 壮隆 Kani Masataka; * 18. April 1991 in der Yokohama) ist ein japanischer Fußballspieler.

## Karriere
Masataka Kani erlernte das Fußballspielen in der Jugendmannschaft von Kawasaki Frontale und der Universitätsmannschaft der Hannan-Universität. Seinen ersten Vertrag unterschrieb er 2014 bei seinem Jugendverein Kawasaki Frontale. Der Verein aus Kawasaki  spielte in der höchsten japanischen Liga, der J1 League. 2015 wechselte er auf Leihbasis zum Ligakonkurrenten Shonan Bellmare. Für den Verein aus Hiratsuka absolvierte er neun Erstligaspiele. Die Saison 2016 wurde er vom Zweitligisten Zweigen Kanazawa aus Kanazawa ausgeliehen. Für den Verein absolvierte er 13 Zweitligaspiele. 2017 wechselte er ebenfalls auf Leihbasis zum Viertligisten FC Imabari. Nach Vertragsende bei Frontale unterschrieb er am 1. Februar 2018 einen Vertrag beim Drittligisten Gainare Tottori. Für den Verein, der in der Präfektur Tottori beheimatet ist, absolvierte er 116 Drittligaspiele. Im Januar 2022 ging er in die vierte Liga, wo er sich in Nara dem Nara Club anschloss. Am Ende der Saison 2022 feierte er mit dem Verein die Meisterschaft und den Aufstieg in die dritte Liga.

## Erfolge
Nara Club
- Japanischer Viertligameister: 2022  ▲